# کینگستون تکنالوجی
کینگستون تکنالوجی یک شرکت چندملیتی آمریکایی مرتبط با فناوری رایانه است که محصولاتی همچون فلش مموری و محصولاتی مانند آن را همچون برند هدست HyperX، درایوهای حالت جامد، صفحه کلید، ماوس پد و دیگر تجهیزات بازی را توسعه داده، تولید کرده و به فروش می‌رساند.
همچنین پشتیبانی محصولات خود را نیز بر عهده دارد. کینگستون تکنالوجی که مقر آن در فانتین ولی، کالیفرنیا، ایالات متحده است، بیش از ۳٬۰۰۰ کارمند در سراسر جهان استخدام کرده‌است. این شرکت دارای امکانات تولیدی و لجستیکی در ایالات متحده، انگلستان، ایرلند، تایوان و چین است.

## نگارخانه

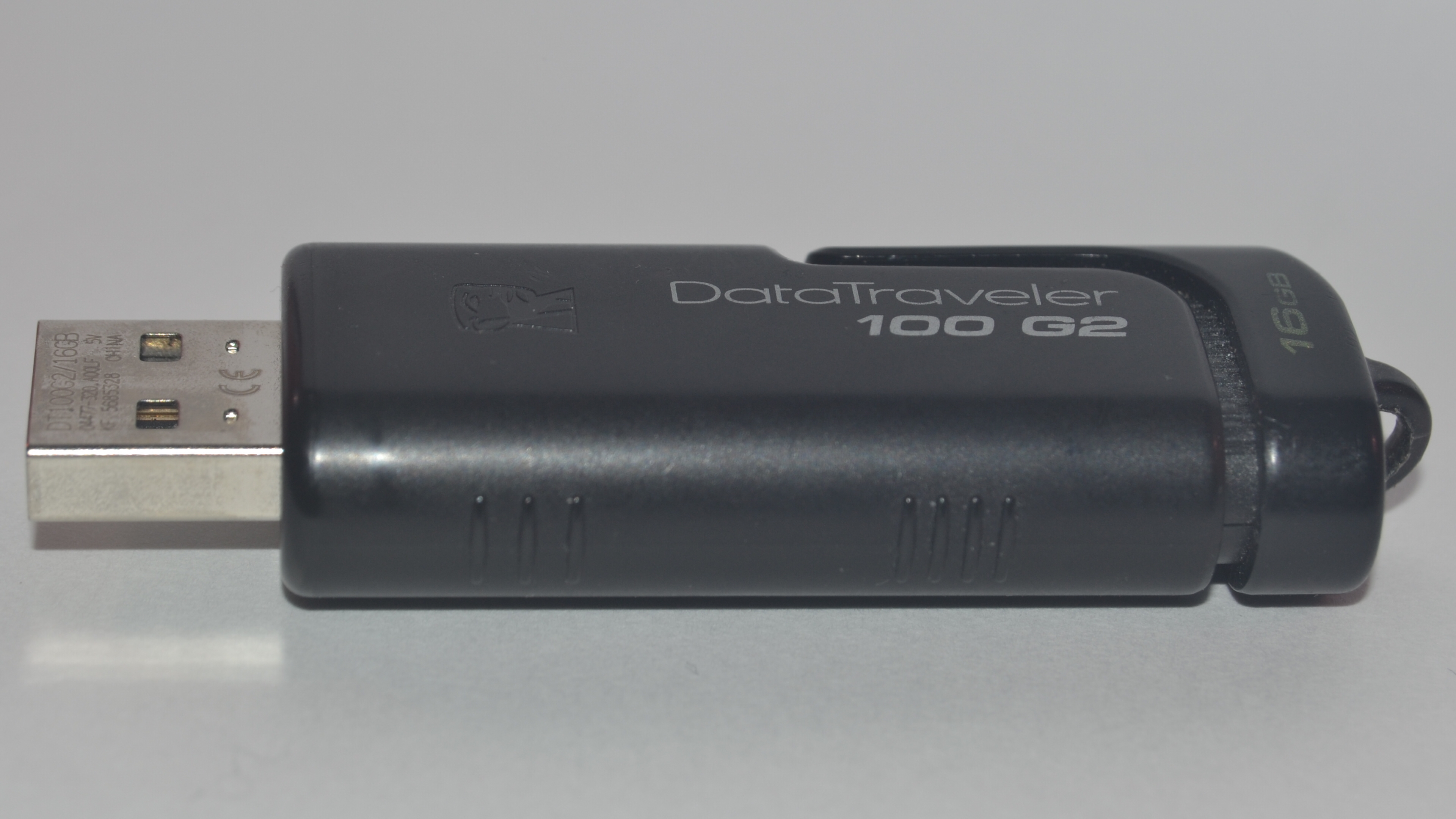
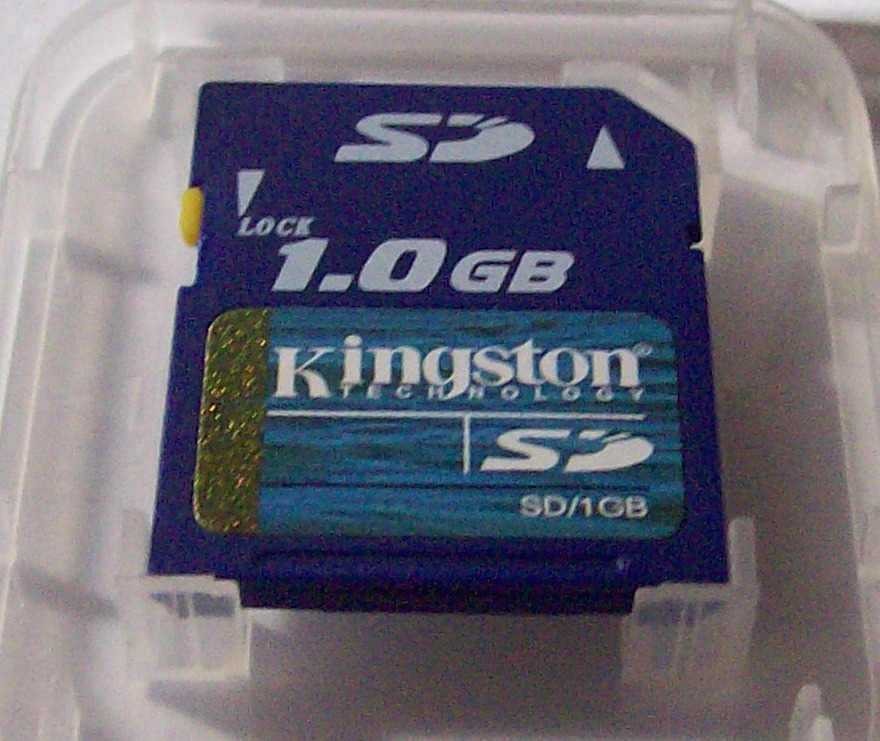
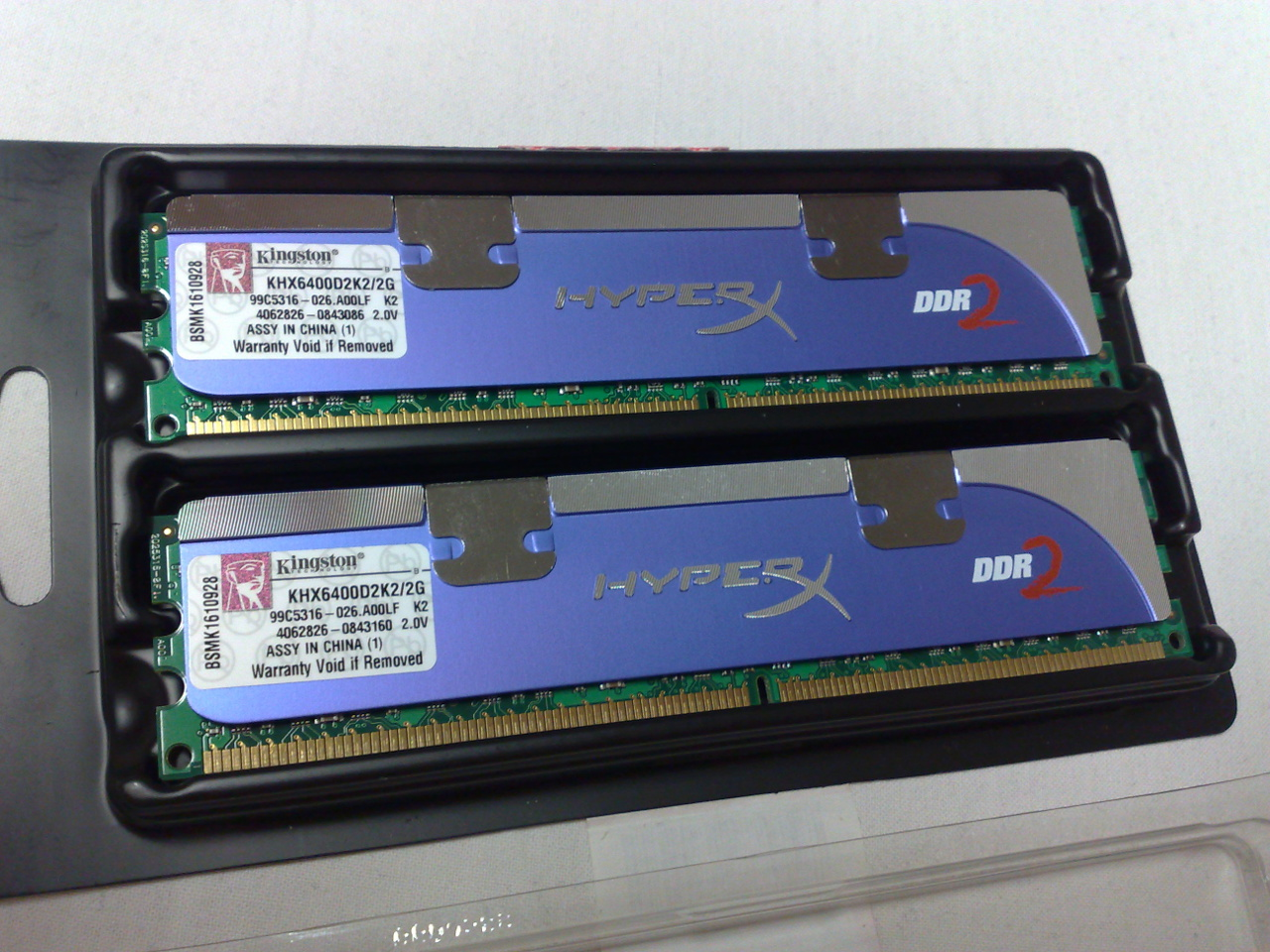
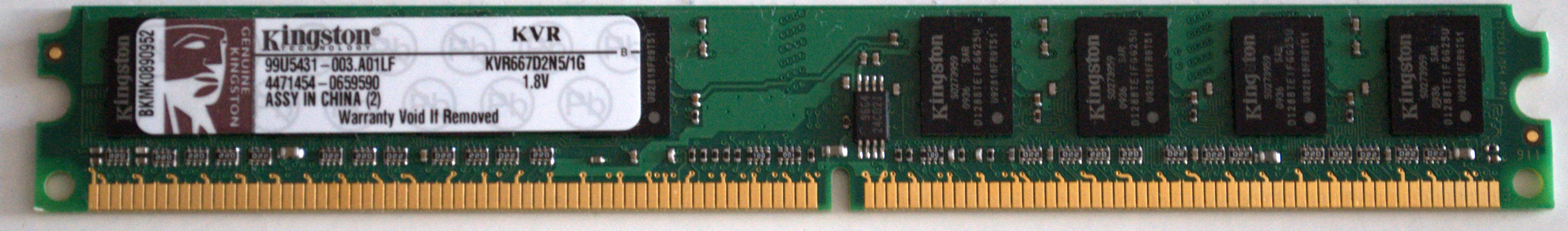